# Mark S. Watson
Mark Skinner Watson (Plattsburgh, 24 de junio de 1887 - Baltimore, 25 de marzo de 1966) fue un editor y corresponsal estadounidense quien trabajó para The Baltimore Sun entre las décadas de 1920 y 1960. Watson comenzó su carrera periodística en 1908 antes de ingresar a The Baltimore Sun en 1920 como asistente de redacción. Después de ser nombrado editor dominical del periódico de Baltimore en 1941, Watson pasó a la correspondencia militar en 1941. Mientras ocupó este cargo hasta la década de 1960, Watson cubrió múltiples temas, incluidas las pruebas nucleares en el atolón Bikini, la invención del submarino nuclear y la Guerra de Corea. Durante su carrera, Watson recibió el Premio Pulitzer de Reportajes Telegráficos - Internacional de 1945 y la Medalla Presidencial de la Libertad en 1963.

## Biografía

### Primeros años
Nació el 24 de junio de 1887 en Plattsburgh, Nueva York. Para su educación postsecundaria, Watson recibió una Licenciatura en Artes del Union College en 1908.

### Carrera
Durante su educación, Watson comenzó su carrera periodística como reportero de Plattsburgh Press en 1908. Después de dejar el periódico en 1909, trabajó para el Chicago Tribune como corresponsal en el extranjero hasta 1917. Mientras estuvo en Chicago, fue brevemente director de publicidad de la Exposición Panamá-California de 1914 a 1915. Al finalizar su puesto de correspondencia, Watson sirvió en el Ejército de los Estados Unidos desde 1917 hasta 1920 como oficial de inteligencia. Después de la Primera Guerra Mundial, Watson fue editor gerente del Ladies' Home Journal en 1920 antes de unirse a The Baltimore Sun ese año.
Con Baltimore, Watson comenzó como editor gerente asistente en 1920 antes de ser nombrado editor de la edición dominical en 1927. En 1939, Watson comenzó a escribir historias sobre la Segunda Guerra Mundial antes de convertirse en corresponsal militar del periódico de Baltimore en 1941. Durante la guerra, Watson informó sobre la guerra en el norte de África y Europa antes de regresar al ejército de los Estados Unidos en 1944. Después del final de la Segunda Guerra Mundial, escribió historias militares adicionales para The Baltimore Sun hasta 1966. Algunos de los temas que cubrió durante este período incluyeron las pruebas nucleares en el atolón Bikini, la invención del primer submarino nuclear y la Guerra de Corea.

### Vida personal
Falleció el 25 de marzo de 1966 en Baltimore, Maryland. Estaba casado y tenía dos hijos.

## Premios y honores
Durante su permanencia en The Baltimore Sun, recibió el Premio Pulitzer de Reportajes Telegráficos - Internacional de 1945. Más tarde recibió la Medalla Presidencial de la Libertad en 1963.